# Laguna Beach: The Real Orange County
Laguna Beach: The Real Orange County (também referido por apenas Laguna Beach) foi um reality show americano que documentava a vida de diversos adolescentes em Laguna Beach, Califórnia, uma comunidade rica do Condado de Orange. 
O programa surgiu no seguimento de conteúdos semelhantes como no canal FOX o programa The O.C.. Diverge da maioria dos programas da vida real pois tem uma estrutura semelhante a uma narrativa.

## The Hills (Spin-Off)
Após o fim do colégio, Lauren Conrad, Lo Bosworth e Kristin Cavallari, se mudaram de Laguna Beach para Los Angeles e estrelaram outro reality show, chamado The Hills.
The Hills ficou no ar de 2006 até 2010 (6 temporadas) e teve uma enorme audiência.
Em 2019 o reality voltou a ser exibido agora com o nome de The Hills: New Beginnings (The Hills: Novo começo)